# 巴氏穴䳍
是䳍科穴䳍屬的一种鸟类。

## 特征
巴氏穴䳍体重约241克，翼长约135.6毫米，嘴峰长约25毫米，喙宽度约4.7毫米，喙厚度约4.7毫米，跗蹠长约40.7毫米，尾长约40毫米。巴氏穴䳍在其分布区内为留鸟，其栖息在密集的高大的树木组成的森林中。食性为草食性。

## 分布
巴西西亚马逊热带地区、秘鲁东部和玻利维亚北部。